# رامون بويرتا
رامون بويرتا (بالإسبانية: Ramón Puerta)‏ (و. 1951 – م) هو سياسي من الأرجنتين ولد في ميسيونس.

## التعليم
تعلم في الجامعة البابوية الكاثوليكية في الأرجنتين.